# Alvaro Taruma
Alvaro Fausto Taruma (Ilha de Inhaca, Maputo, 2 de dezembro de 1988) é um escritor moçambicano.
Conhecido como um dos melhores poetas da nova geração, Alvaro Taruma iniciou a sua escrita em 2014, publicando textos em jornais e revistas de Moçambique. Ganhou destaque em nível nacional ao vencer, com o seu livro "Matéria para um grito", a 9ª edição do Prémio BCI de Literatura (em ex-aequo com o renomado poeta Armando Artur), o mais disputado prémio de literatura moçambicana.
Membro do Movimento Literário Kuphaluxa, Taruma é formado em Sociologia e Antropologia pela Universidade Pedagógica, de Maputo. Também foi um dos finalistas, com menção honrosa, no Prémio 10 de Novembro, com o livro “A Migração das Árvores”.
Desde 2020, compõe o júri internacional do Prémio Internacional Pena de Ouro.

## Obras[8]
- Para uma cartografia da Noite (2016);
- Matéria para um Grito (2018);
- Animais do Ocaso (2021);
- Recolher Obrigatório do Coração (2022).